# Aéro-Club de France

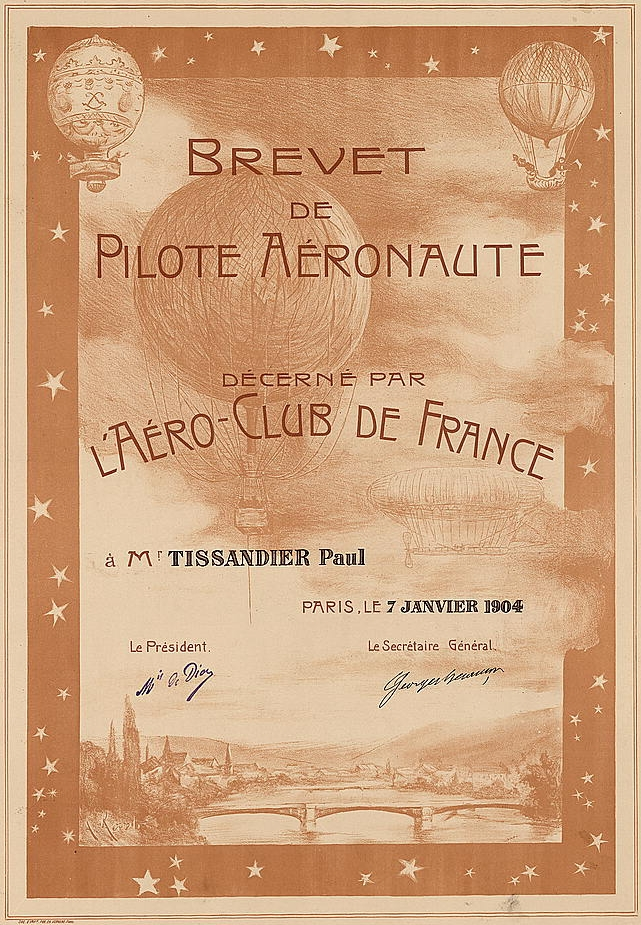
Pilotcertifikat utfärdat av Aéro-Club de France till Paul Tissandier 1904)

Aéro-Club de France är en fransk organisation, som arbetar med de olika aspekterna av flyg- och rymdfart. Den grundades 1898 i Paris av bland andra Ernest Archdeacon, Henri Deutsch de la Meurthe, Léon Serpollet och Alberto Santos-Dumont.
Organisationens huvudkontor ligger i Paris.